# Церква апостолів Петра і Павла на Куренівці (історична)
Це́рква Апостолів Петра і Павла — колишній православний храм в Києві на Куренівці, збудований у 1903—1905 роках та знесений у липні 1987 року. Містився на сходженні теперішніх вулиць Кирилівської та Сирецької, на місці будівлі № 160/20.

## Історія храму
Дерев'яний храм Апостолів Петра і Павла на Куренівці, давньому передмісті Києва, було споруджено 1759 року (за іншими даними 1735 року; Микола Закревський вказує дату 1757 року) коштом київського міщанина Кіндрата Бушука. 1811 року було влаштовано кам'яний фундамент храму.
1865 року поруч зі старим храмом звели «теплий» храм в ім'я священномученика Ігнатія Богоносця та святого Тихона Задонського.
1902 року за проектом архітектора Миколи Казанського розпочалося зведення нового мурованого Петропавлівського храму з дзвіницею, будівництво якого завершене 1905 року. Тоді ж було розібрано два попередні храми.

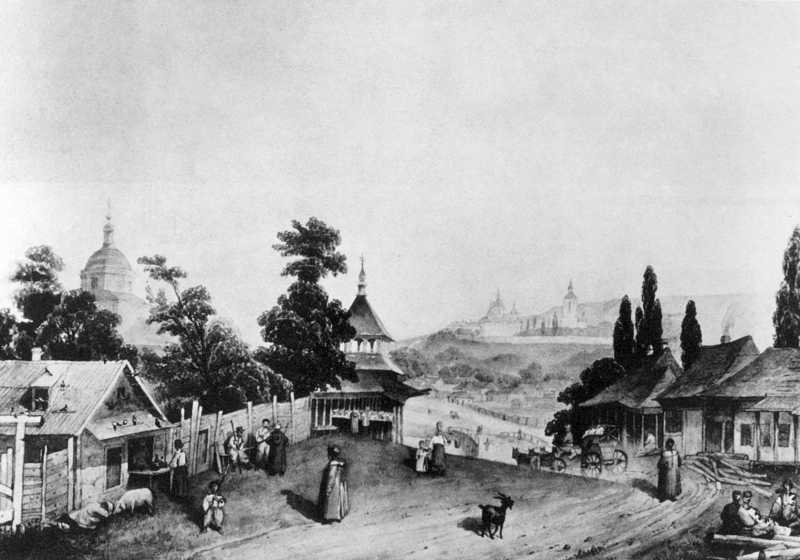
Перша церква Петра і Павла (ліворуч, малюнок М. Сажина, 1840-ві роки)

## Закриття та знищення храму
1933 року церкву було закрито та знищено бані, а також дзвіницю. З 1944 року спотворена будівля колишнього храму належала заводу кіноапаратури КІНАП, що в різний час використовував храм як клуб, заводську прохідну, а в останній період — як гальванічний цех.
У 2-й половині 1980-х, найімовірніше  — з метою запланованого розширення виробництва та, як наслідок, спорудження нового виробничого 9-поверхового корпусу, гальванічний цех (спотворену будівлю Петропавлівського храму) запланували знести.
Храм було знесено в липні 1987 року, невдовзі тут збудували 9-поверхову адмінбудівлю заводу.
У 2003 році у скверику (колишня територія Куренівського ринку), за 100 м від місця, де стояв храм, за один день звели дерев'яний Петропавлівський храм, згодом обмурований цеглою.
23 лютого 2007 у храмі виникла пожежа. Дерев'яна споруда повністю згоріла. Наразі ведеться будівництво кам'яної, більшої за розмірами, церкви, а також дзвіниці та недільної школи.

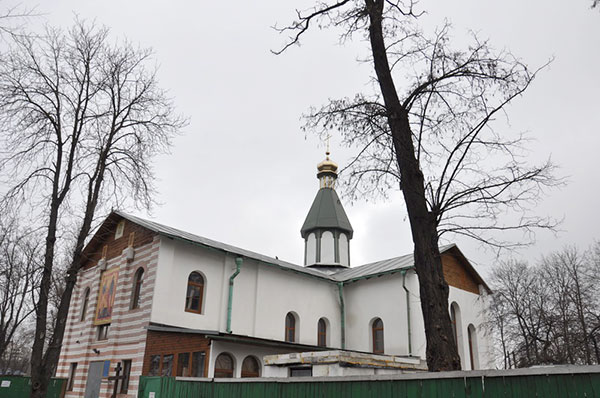
Сучасна церква апостолів Петра і Павла на Куренівці (2014 рік)
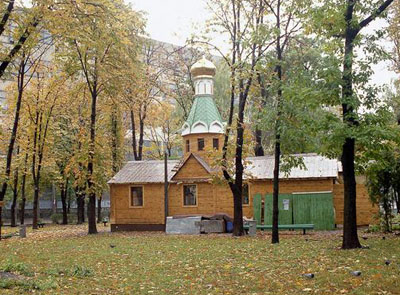
Церква апостолів Петра та Павла і Куренівці (2003)